# Ivan Dinev
Ivan Dinev, né le 8 novembre 1978 à Sofia en Bulgarie, est un patineur artistique bulgare.

## Biographie

### Carrière sportive
Quatorze fois champion de Bulgarie entre 1993 et 2006, il a représenté son pays aux Jeux olympiques d'hiver de 1998, 2002 et de 2006. 
Il a participé à trente championnats de l'ISU (trois championnats du monde juniors, treize championnats du monde seniors et quatorze championnats d'Europe). Ses meilleurs classements internationaux sont une 5e place mondiale junior en 1998 à Saint-Jean de Terre-Neuve au Canada, une 5e place européenne en 2000 à Vienne, et une 12e place mondiale senior en 2001 à Vancouver.
Il est le premier patineur bulgare à réussir un quadruple boucle piqué, lors des championnats du monde 1999, et à remporter une médaille de bronze à une épreuve du Grand Prix ISU lors du Trophée de France 1999.

### Reconversion
Ivan Dinev devient entraîneur de patinage artistique après sa carrière sportive. Il entraîne avec son épouse Angela Nikodinov, une américaine d'origine bulgare, à Harbor City en Californie depuis 2014. 
Il a un fils, Ivan junior, né au printemps 2002 de son premier mariage. 

## Palmarès
| Compétition                   | 1992    | 1993    | 1994    | 1995    | 1996    | 1997    | 1998    | 1999    | 2000    | 2001    | 2002    | 2003    | 2004    | 2005    | 2006    |
| Jeux olympiques d'hiver       |         |         |         |         |         |         | 11e     |         |         |         | 13e     |         |         |         | 17e     |
| Championnats du monde         | 28e     | 43e     |         |         | 33e     | 23e     | 21e     | 14e     | 18e     | 12e     | 17e     | 14e     | 15e     | 13e     | 19e     |
| Championnats d’Europe         | 26e     | 26e     | 17e     | 21e     | 11e     | 9e      | 10e     | 6e      | 5e      | 7e      | 7e      | 16e     | 18e     |         | 11e     |
| Championnats de Bulgarie      |         | 1er     | 1er     | 1er     | 1er     | 1er     | 1er     | 1er     | 1er     | 1er     | 1er     | 1er     | 1er     | 1er     | 1er     |
| Championnats du monde juniors |         |         |         |         | 21e     | 11e     | 5e      |         |         |         |         |         |         |         |         |
|                               |         |         |         |         |         |         |         |         |         |         |         |         |         |         |         |
| Grand Prix ISU                | 1991/92 | 1992/93 | 1993/94 | 1994/95 | 1995/96 | 1996/97 | 1997/98 | 1998/99 | 1999/00 | 2000/01 | 2001/02 | 2002/03 | 2003/04 | 2004/05 | 2005/06 |
| Finale du Grand Prix          |         |         |         |         |         |         |         |         |         |         | 6e      |         |         |         |         |
| Skate America                 |         |         |         |         |         |         |         |         |         |         |         |         | 10e     |         |         |
| Skate Canada                  |         |         |         |         |         |         |         | 4e      |         |         |         |         |         |         |         |
| Coupe de Chine                |         |         |         |         |         |         |         |         |         |         |         |         |         | 7e      |         |
| Trophée de France             |         |         |         |         |         |         |         |         | 3e      |         |         |         |         | 6e      |         |
| Coupe de Russie               |         |         |         |         |         |         |         | 4e      | 5e      | 4e      | 3e      |         | 9e      |         |         |
| Trophée NHK                   |         |         |         |         |         |         |         |         |         |         | 3e      |         |         |         | 8e      |
|                               |         |         |         |         |         |         |         |         |         |         |         |         |         |         |         |